# Oligurie
L'oligurie est une raréfaction du volume des urines chez un individu. L'absence quasi complète des urines étant une anurie. On utilise aussi le terme oligo-anurie car ce qui cause une oligurie peut causer une anurie, une oligurie peut devenir une anurie.

## Diagnostic
L'oligurie se définit[réf. nécessaire] par une quantité d'urine inférieure à
- 500 ml/jour ou < 0,5 ml/kg/h chez l'adulte ou l'enfant
- 1 ml/kg/h chez le nourrisson.

Les urines de l'oligurie sont généralement très concentrées, d'aspect bouillon sale.

## Causes
Les causes d'oligurie sont les mêmes que celle de l'anurie. L'oligurie n'étant que le stade précédant l'arrêt complet de fabrication de l'urine par les reins :
- le syndrome néphrotique dont l'oligurie est un élément diagnostique.
- la déshydratation extracellulaire sévère
- des infections virales peuvent provoquer des oliguries.